# Peschici
Peschici – miejscowość i gmina we Włoszech, w regionie Apulia, w prowincji Foggia.
Według danych na rok 2004 gminę zamieszkiwały 4324 osoby, 90,1 os./km².